# Donal Logue
Donal Francis Logue (Ottawa, 27 februari 1966) is een Canadees acteur. 
Logue werd geboren in Canada maar groeide op in El Centro, Californië. Zijn vader was missionaris in Afrika, waar hij Logues moeder leerde kennen. Na zijn middelbare school studeerde Logue geschiedenis op Harvard.
Logue maakte zijn debuut op het witte doek in 1992, met Sneakers, waarin hij Dr. Gunter Janek vertolkte. Niet veel later kreeg hij een bijrol in The X-Files. Later was hij te zien in Blade als Quinn (1998), The Patriot (2000) en Reindeer Games (2000).
Logue was van 2001 tot en met 2005 te zien in de komedieserie Grounded for Life. Sinds 2007 speelt hij Captain Tidwell LAPD in de Amerikaanse politieserie Life.

## Filmografie
- Sneakers - Dr. Gunter Janek (1992)
- Gettysburg - Capt. Ellis Spear (1993)
- And the Band Played On - Bobbi Campbell (1993)
- The Crew - Bill Pierce (1994)
- Disclosure - Chance Geer (1994)
- Little Women - Jacob Mayer (1994)
- Baja - Alex (1995)
- Miami Rhapsody - Derek (1995)
- 3 Ninjas Knuckle Up - Jimmy (1995)
- Winterlude - Chris Hampson (1996)
- The Size of Watermelons - Gnome (1996)
- The Grave - Cletus (1996)
- Eye for an Eye - Tony (1996)
- Diabolique - Video Photographer 1 (1996)
- Dear God - Webster (1996)
- Jerry Maguire - Rick, Junior Agent (1996)
- Public Morals (tv-serie) - Ken Schuler (1996)
- Metro - Earl (1997)
- Men with Guns - Goldman, uitvoerend coproducent (1997)
- First Love, Last Rites - Red (1997)
- Blade - Quinn (1998)
- The Thin Red Line - Marl (niet vermeld op de titelrol) (1998)
- Runaway Bride - Priest Brian Norris (1999)
- The Big Tease - Eamonn (1999)
- The Tao of Steve - Dex (2000)
- The Million Dollar Hotel - Charley Best (2000)
- Reindeer Games - Pug (2000)
- Steal This Movie - Stew Albert (2000)
- Takedown - Alex Lowe (2000)
- The Opportunists - Pat Duffy (2000)
- The Patriot - Dan Scott (2000)
- Glam - Tom Stone (2001)
- Comic Book Villains - Raymond McGillicudy, coproducent (2002)
- The Château - Sonny (2001)
- Confidence - Officer Lloyd Whitworth (2003)
- American Splendor - Stage Actor Harvey (2003)
- Two Days - Ray O' Connor (2003)
- Tennis, Anyone...? - Danny Macklin, producent, regisseur, auteur (2005)
- Just Like Heaven - Jack Houriskey (2005)
- Jack's Law - Buzz (niet vermeld op de titelrol) (2006)
- The Groomsmen - Jimbo (2006)
- Shark Bait - Troy (stem) (2006)
- Citizen Duane - Bingo (2006)
- Almost Heaven - Mark Brady (2006)
- The Good Life - Daryll (2007)
- The Ex - Don Wollebin (2007)
- Ghost Rider - Mack (2007)
- Zodiac - Ken Narlow (2007)
- Purple Violets - Chazz Coleman (2007)
- The Lodger - Joe Bunting (2009)
- Life - Captain Tidwell (sinds 2007)
- Purple Violets - Chazz Coleman (2007)
- Max Payne - Alex Balder (2008)
- The Lodger - Joe Bunting (2009)
- Charlie St. Cloud - Tink Weatherbee (2010)
- Terriers (televisieserie) - Hank Dolworth (2010)
- Oliver Sherman - Franklin Page (2011)
- Shark Night - Greg Sabin (2011)
- Sons of Anarchy - Lee Toric (2012-2013)
- Vikings - King Horik (2013-2014)
- Gotham - Harvey Bullock (2014-2019)
- Resident Evil: Welcome to Raccoon City - Chief Brian Irons (2021)

- Biblioteca Nacional de España: XX1535426
- Bibliothèque nationale de France: cb14200103c (data)
- Gemeinsame Normdatei: 1062396707
- International Standard Name Identifier: 0000 0001 1439 5021
- Library of Congress Control Number: no00073434
- Nationale Bibliotheek van Tsjechië: xx0182441
- Nationale Bibliotheek van Israël: 987007371652305171
- Nederlandse Thesaurus van Auteursnamen: 248076477
- Système universitaire de documentation: 164933069
- Virtual International Authority File: 22352654
- WorldCat: E39PBJtX8YdFq449VbgTbCyKh3